# アフマッド (クレーター)
アフマッド (Ahmad) は、土星の衛星エンケラドゥスの北半球に位置するクレーターである。直径は16キロメートルであり、北緯57.4度、西経305.4度に位置する。アフマッドはボイジャー2号から送信された画像により発見され、後にカッシーニによって詳細な画像が撮影された。
アフマッドの西側部分は大きく欠落し、サマルカンド溝の東側の縁に沿って崩壊・埋没している。アフマッド内部にはサマルカンド溝から粘性の高い土砂が流入し、ドーム上の構造物が形成されている。
『千夜一夜物語』に登場する王子アフマッドにちなんで名づけられた。